# Маловенделевка
Маловенделевка (укр. Маловенделівка) — село, относится к Новоайдарскому району Луганской области Украины.
Население по переписи 2001 года составляло 88 человек. Почтовый индекс — 93506. Телефонный код — 6445. Занимает площадь 1,16 км². Код КОАТУУ — 4423155102.

## Местный совет
93500, Луганська обл., Новоайдарський р-н, смт. Новоайдар, вул. Кірова, 1  (укр.)